# ルイーズ・レイナー
ルイーズ・レイナー（Louise Ingram Rayner、1832年6月21日 - 1924年10月8日）は、イギリスの画家である。イギリスの街の風景を描いた水彩画などで知られている。

## 略歴
イングランド中部、ダービーシャーのMatlock Bathで生まれた。父親のサミュエル・レイナー（Samuel Rayner: 1806–1879）と母親のアン（Ann Rayner）は2人とも画家、版画家であった。ロイヤル・アカデミー・オブ・アーツの展覧会や王立水彩画家協会の展覧会に出展した姉のナンシー（Ann Ingram Rayner (Nancy): 1826–1855)を初めとする4人の兄弟も画家になった。
15歳から父親から絵を学んだ後、家族の友人のジョージ・キャタモル（George Cattermole、1800–1868）やエドモンド・ジョン・ニーマン（Edmund John Niemann: 1813–1876）、デヴィッド・ロバーツ（1796-1864）、フランク・ストーン（Frank Stone 1800–1859）といった有名な画家たちから絵を学んだ。
教会の堂内を描いた油彩画が1852年に初めてロイヤル・アカデミー・オブ・アーツの展覧会に受理された。1860年から水彩画を主として描くようになり、その後50年間、婦人芸術家協会（Society of Lady Artists）やロイヤル・アカデミー、王立水彩画家協会、イギリス王立芸術家協会(Royal Society of British Artists)の展覧会に出展した。
イングランド北西部チェシャーのチェスターに住んだが、1870年代から1880年代の夏はイギリス各地を旅して作品を描いた。イギリスの美しい19世紀末の人の行き交う街並みを繊細なスタイルで描いた作品は現代でも、版画やジグソーパズルにされ、人気がある。
1910年ころにケントのTunbridge Wellsに移り、その後イースト・サセックスのリゾート地、セント・レオナルズ ・オン・シー（St Leonards-on-Sea）に移り、1924年に92歳で亡くなった。
ルイーズ・レイナーの作品はRussell-Cotes Art Gallery & Museum（ボーンマス）やダービー博物館・美術館、Grosvenor Museum（チェスター）などに収蔵されている。

## 作品

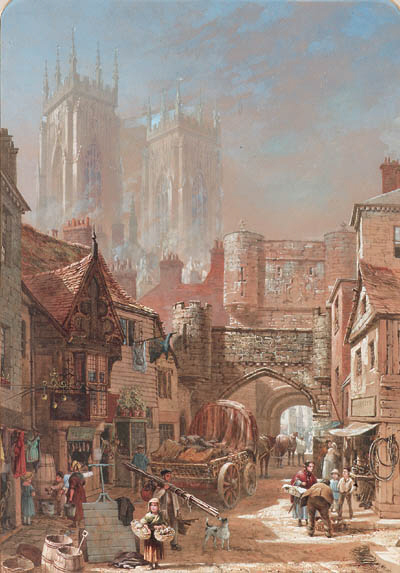
ヨークのセントサンプソン広場 (1879)
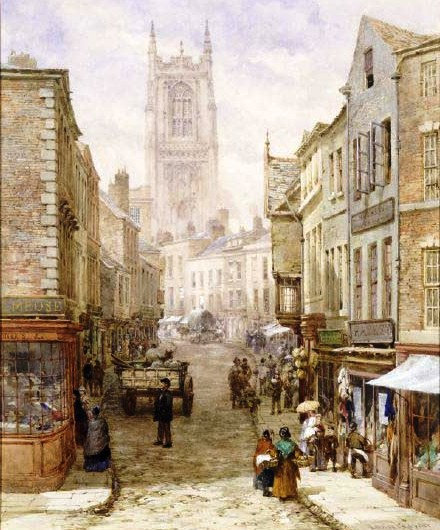
アイアンゲート ダービー博物館・美術館
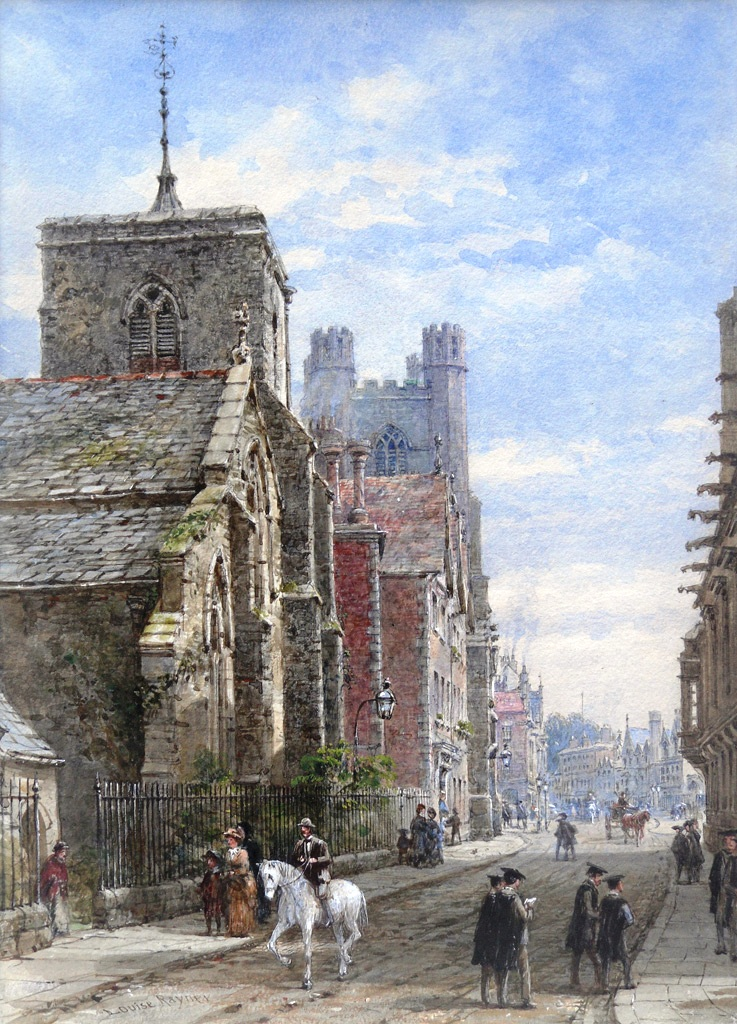
ケンブリッジのTrumpington Street
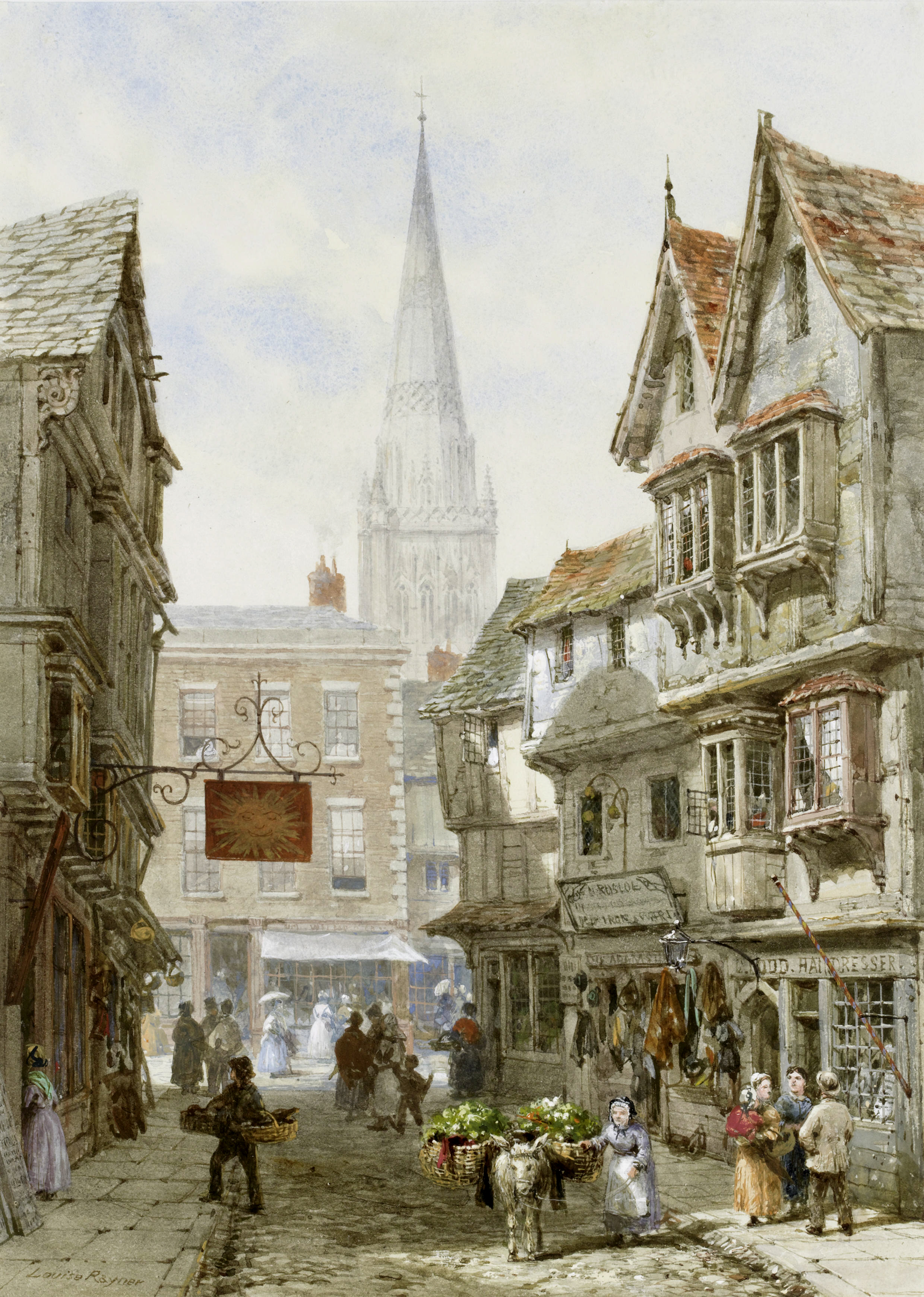
ソールズベリーの街景

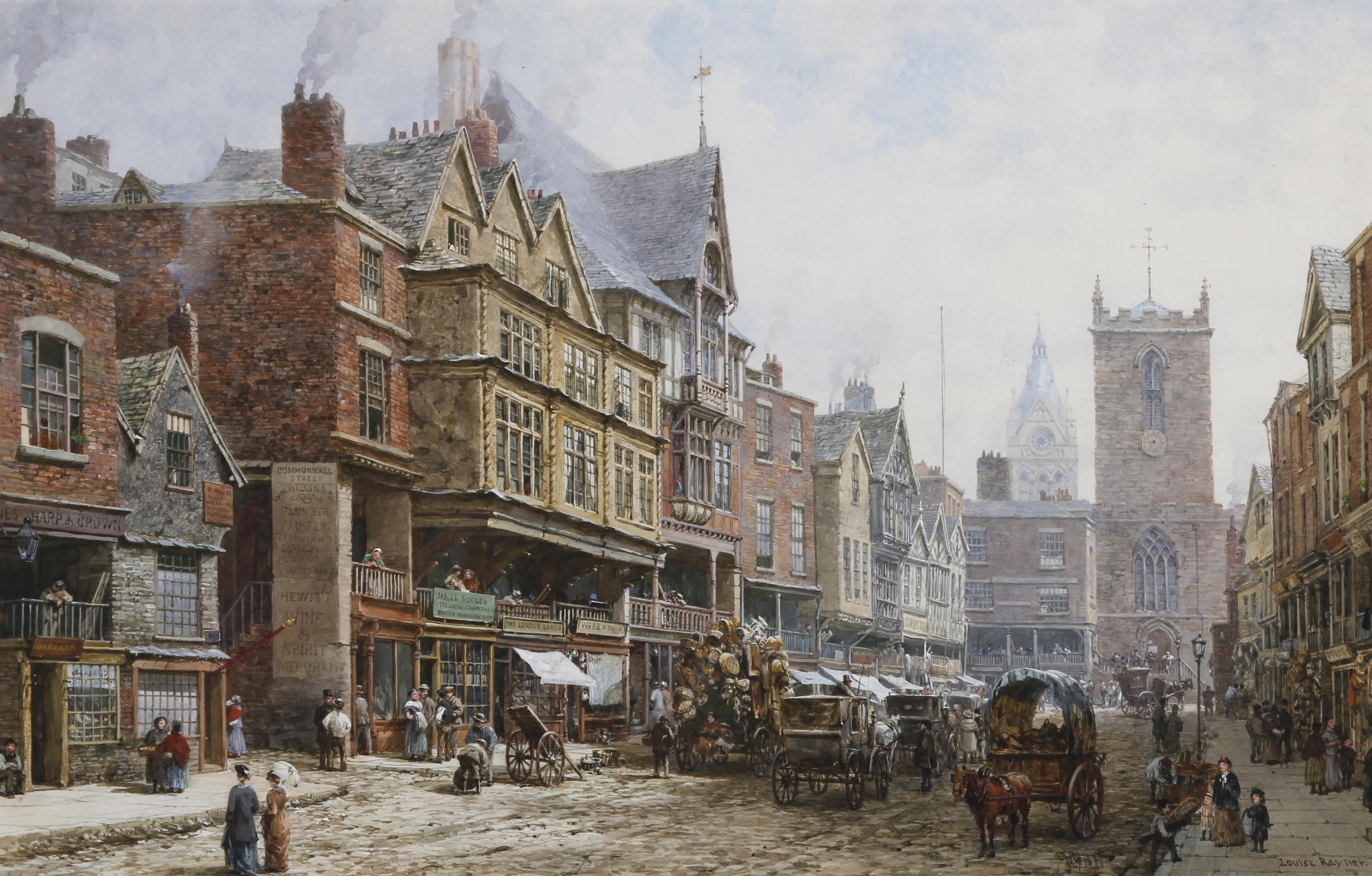
Bridge Street, Chester (1877)
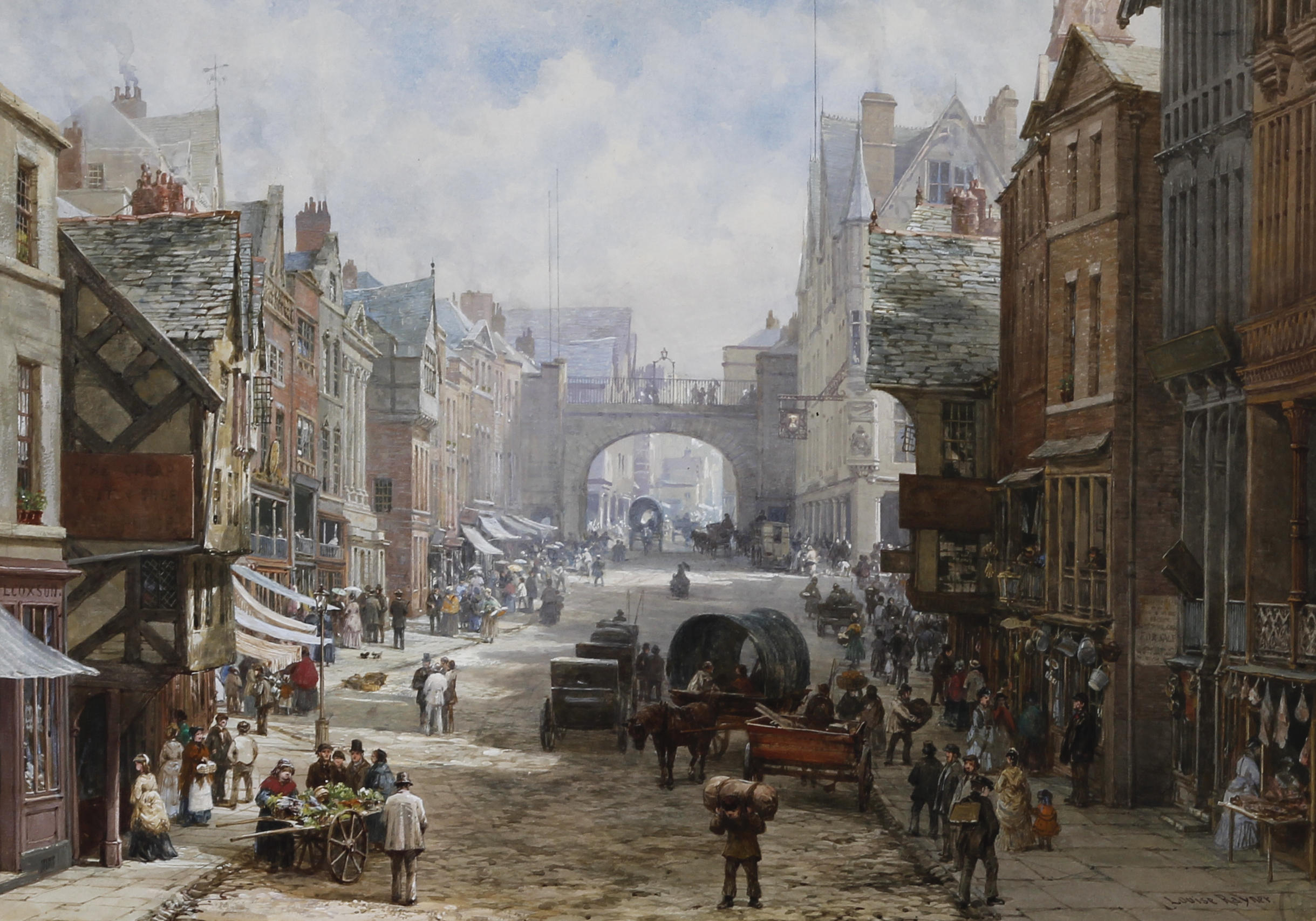
Eastgate Street, Chester
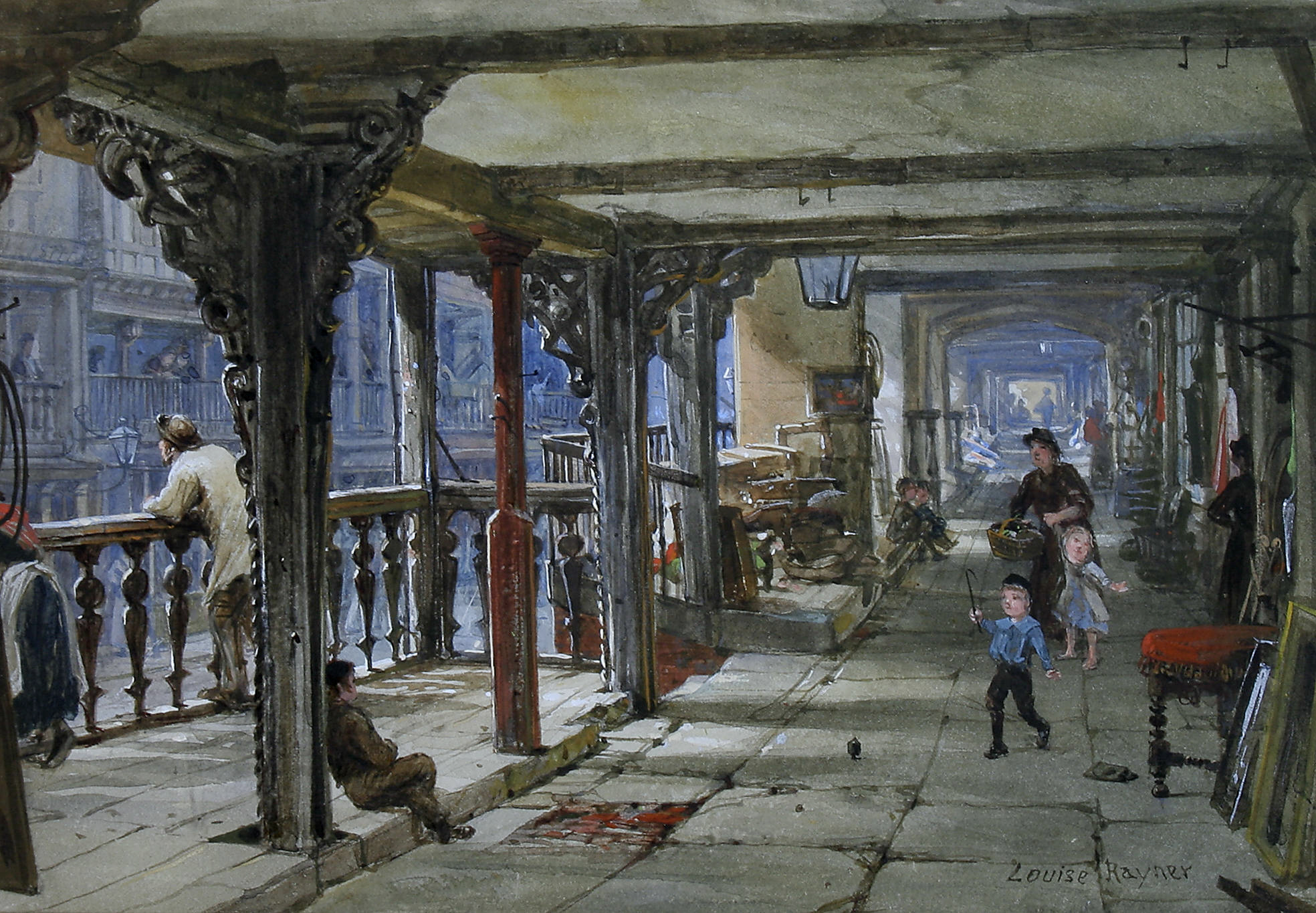
チェスターの街景